# Guirlange
Ne doit pas être confondu avec Guerlange.
Guirlange est une ancienne commune française du département de la Moselle en région Grand Est. Elle est associée à la commune de Gomelange depuis 1973. 

## Toponymie
- D'un nom de personne germanique Gerold[1] suivi du suffixe -ing francisé en -ange.
- Geroldinges (XIIe siècle), Gerildanges/Gerledinges et Gerlinges (1148), Girlanges et Guerlange (1284), Guirlinga (1290)[2], Guerlingen (1295), Girlingen (1403), Guerlange-sur-Nied (XVIe siècle), Gerlingen (1594), Guirlingen (XVIIe siècle), Kirlange (carte Cassini)[3].
- En allemand : Girlingen[3]. En francique lorrain : Girling.
- Durant le XIXe siècle, Guirlange était également connu au niveau postal sous l'alias de Guirlingen[4].

## Histoire
Les abbés de Saint-Nabor, de Villers-Bettnach et les chevaliers teutoniques se partageaient Guirlange. 

Rattachée à Bettange sur le plan paroissial et à Gomelange sur le plan juridique.
Le 1er mars 1973, la commune de Guirlange est rattachée à celle de Gomelange sous le régime de la fusion-association.

## Administration
| Période                                  | Période | Identité          | Étiquette | Qualité |
| ---------------------------------------- | ------- | ----------------- | --------- | ------- |
| 1983                                     | 2014    | Gabriel Collignon | DVD       |         |
| Les données manquantes sont à compléter. |         |                   |           |         |

## Démographie
| 1793 | 1800 | 1806 | 1821 | 1836 | 1841 | 1861 | 1866 | 1872 |
| ---- | ---- | ---- | ---- | ---- | ---- | ---- | ---- | ---- |
| 130  | 102  | 129  | 134  | 159  | 154  | 101  | 106  | 103  |

| 1876 | 1881 | 1886 | 1891 | 1896 | 1901 | 1906 | 1911 | 1921 |
| ---- | ---- | ---- | ---- | ---- | ---- | ---- | ---- | ---- |
| 100  | 83   | 77   | 71   | 62   | 59   | 70   | 64   | 55   |

| 1926 | 1931 | 1936 | 1946 | 1954 | 1962 | 1968 | - | - |
| ---- | ---- | ---- | ---- | ---- | ---- | ---- | - | - |
| 51   | 40   | 37   | 24   | 32   | 37   | 34   | - | - |

## Lieux et monuments
- Chapelle, construite en 1890.
- Calvaire datant de 1861.